# Ichigo Mashimaro
Ichigo Mashimaro (苺ましまろ?) è un manga giapponese creato da Barasui e pubblicato in giappone sulla rivista mensile Dengeki Daioh e raccolto al momento in cinque tankōbon. Dalla serie è stato successivamente tratto un anime di 12 episodi nel 2005 e, nel 2007, 3 OAV di 25 minuti.
Le protagoniste sono cinque bambine, assieme a pochissimi altri interpreti secondari, di cui la maggior parte sono parenti o amici occasionali. Per questo non vi è una trama specifica di fondo, ma tante piccole storie che riguardano i personaggi dell'opera.
Nonostante ciò, Ichigo Mashimaro rimane una commedia ricca di situazione divertenti e, durante le puntate, le personalità delle cinque protagoniste vengono analizzate a fondo. La regia e la sceneggiatura sono di Takuya Satō, mentre il character design è di Kyuta Sakai.
In realtà il titolo avrebbe dovuto essere Ichigo Marshmallow (苺ましゅまろ?, Ichigo Mashumaro), ma a causa di una famosa canzone di Tamio Okuda, intitolata appunto Mashimaro, è stato dato alla serie il titolo di Ichigo Mashimaro.

## Personaggi
Nobue Ito (伊藤 伸恵?, Itō Nobue)
Seiyuu: Hitomi Nabatame
È una ragazza di 20 anni (nel fumetto 16, cambio di età dovuto al fatto che il personaggio beve e fuma, cosa legale in Giappone solo dopo i 20 anni). È la sorella maggiore di Chika Ito, ed è con lei e le sue amiche che passa molto del suo tempo. Grande fumatrice, sa già guidare il motorino ed è alla ricerca di un lavoro part time.
Chika Ito (伊藤 千佳?, Itō Chika)
Seiyuu: Saeko Chiba
Una ragazza di 12 anni, al 6º anno delle elementari. Come ammette sua sorella stessa, Chika non ha qualità evidenti. Del resto anche nell'intera serie di lei viene mostrato soltanto il lato di studentessa modello.
Miu Matsuoka (松岡 美羽?, Matsuoka Miu)
Seiyuu: Fumiko Orikasa
Di 12 anni, è al 6º anno delle elementari, nella stessa classe di Chika. Vicina di casa di Nobue e Chika, può passare dalla sua camera a quella di Chika passando per i tetti delle due case che sono molto vicini. Quando negli episodi succede qualcosa di strano è quasi sicuramente colpa sua. Durante la serie cade a terra di faccia 18 volte.
Matsuri Sakuragi (桜木 茉莉?, Sakuragi Matsuri)
Seiyuu: Ayako Kawasumi
Di 11 anni, è al 5º anno delle elementari. Timida ed introversa, porta spesso un manga nello zaino.
Ana Coppola (アナ・コッポラ?, Ana Koppora)
Seiyuu: Mamiko Noto
Di 11 anni, è anche lei al 5º anno delle elementari, nella stessa classe con Matsuri. Di origine inglese, essendo della regione della Cornovaglia, si è trasferita da 5 anni in Giappone, malgrado conosca molto bene il Giapponese per evitare di ripetere alcune brutte figure dovute alla differenza culturale. Ha deciso di parlare a scuola solo in inglese, tranne con Matsuri e le sue amiche. Unico problema: non ricorda più la sua madrelingua.

## Anime
L'anime è stato trasmesso in Giappone nel 2005 ed è formato da 12 episodi, trasmessi sulla TBS. Alla serie sono poi seguiti 3 OVA.

### Episodi
| Nº | Titolo italiano Giapponese 「Kanji」 - Rōmaji | In onda           | In onda |
| Nº | Titolo italiano Giapponese 「Kanji」 - Rōmaji | Giapponese        |         |
| 1  | Birthday 「バースデイ」 - Bāsudi              | 14 luglio 2005    |         |
| 2  | Ana 「アナ」 - Ana                            | 21 luglio 2005    |         |
| 3  | Chiamata a casa 「家庭訪問」 - Katei hōmon    | 28 luglio 2005    |         |
| 4  | Lavoro part-time 「アルバイト」 - Arubaito    | 18 agosto 2005    |         |
| 5  | Dormire assieme 「そいね」 - Soine            | 25 agosto 2005    |         |
| 6  | Giorni estivi 「真夏日」 - Manatsu Hi         | 1º settembre 2005 |         |
| 7  | Bagno al mare 「海水浴」 - Kaisuiyoku         | 8 settembre 2005  |         |
| 8  | Festival 「お祭り」 - Omatsuri                | 15 settembre 2005 |         |
| 9  | Crescita 「育ちざかり」 - Sodachi zakari      | 22 settembre 2005 |         |
| 10 | Fiore 「花」 - Hana                           | 29 settembre 2005 |         |
| 11 | Prima neve 「初雪」 - Hatsuyuki               | 6 ottobre 2005    |         |
| 12 | Present 「プレゼント」 - Purezento            | 13 ottobre 2005   |         |

### Sigle
- Sigla di apertura: Ichigo Complete di Saeko Chiba, Fumiko Orikasa, Ayako Kawasumi e Mamiko Noto.
- Sigla di chiusura: Classmate di Fumiko Orikasa